# Lakkasandra, Magadi
Lakkasandra là một làng thuộc tehsil Magadi, huyện Ramanagara, bang Karnataka, Ấn Độ.